# Toksun
Toksun är ett härad som lyder under Turpans stad på prefekturnivå i Xinjiang-regionen i nordvästra Kina.

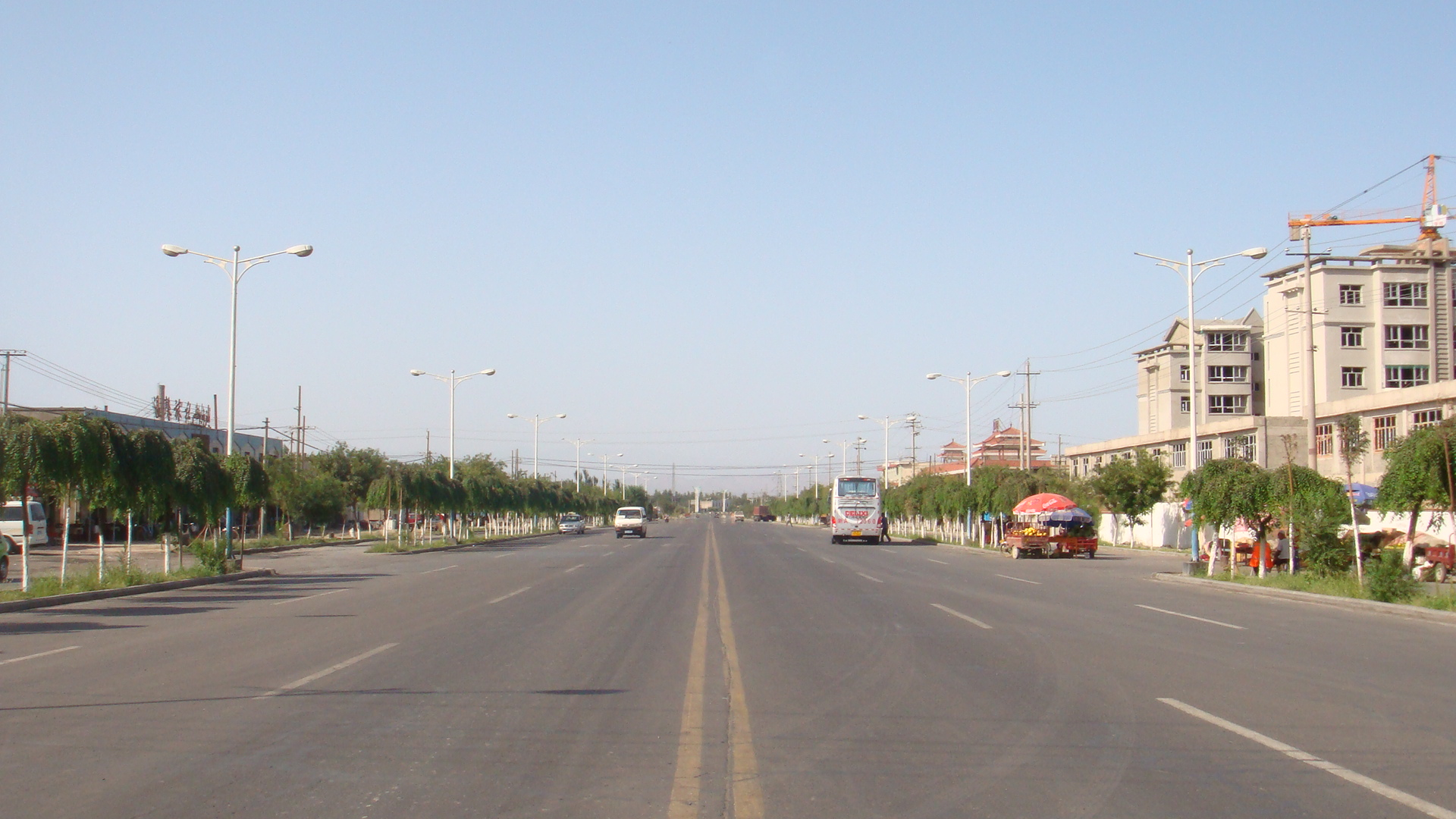